# Втеча з пекла
«Втеча з пекла» (англ. Escape from Hell) — науково-фентезійний роман американських письменників Ларрі Нівена та Джеррі Пурнелла, надрукований 17 лютого 2009 року. Сиквел роману «Інферно» 1976 року вище вказаних авторів.
Роман продовжує історію померлого письменника-фантаста Аллена Карпентера (який у своїх романах писав власне ім'я «Карпентьєр») у його прагненні допомогти іншим проклятим душам у пеклі. Як і перша книга, «Втеча з пекла» багато посилається на Пекло Данте. Джеррі Пурнелл, один із співавторів книги, описав книгу як «Данте зустрічає Другий Ватиканський собор».

## Сюжет
Після подій першого роману, в яких Карпентер дізнався, що можна залишити Пекло, він хоче допомогти іншим так, як його ріятівник. Карпентер зустрічає та подорожує по всіх колах Пекла, описаних Данте. У цій подорожі його супроводжує Сильвія Плат (яку він рятує з Лісу Самогубців, спаливши її дерево, завдяки чому її фізичне тіло відновлюється) та намагається зрозуміти мету Пекла та звільнити багатьох проклятих. Карпентер виявляє, що, вочевидь, внаслідок повернення до Пекла з власної волі, щоб допомогти іншим, він тепер володіє силами та здібностями, такими як його наставник Беніто.
У своїх подорожах зустрічає багатьох відомих людей, які померли 2009 року. Окрім Плат, список деяких видатних осіб, з якими стикався Карпентер, включає:
- Лестера дель Рея
- Анну-Ніколь Сміт
- Ельзу Френкель-Брансвік
- Джорджа Лінкольна Рокуелла
- Теда Г'юза
- Чарльза Френсиса Адамса
- Альбера Камю
- Карла Сагана
- Чо Син Хі
- Кеннета Лея
- Еймі Семпл Макферсон
- Пітера Лоуфорда
- Джона Едгара Гувера
- Мелвіна Меллі
- Райнгарда Гейдріха
- Фредеріка Ліндеманна
- Артура Гарріса
- Джезза Марвіна Уру
- Лева Троцького
- Понтія Пілата
- Роберта Оппенгеймера
- Френка Гарріса.

Зрештою, частково внаслідок деяких незвичайних змін у самому Пеклі, Карпентер не стільки втікає, скільки йому вказують на двері за те, що він порушник спокою.

## Відгуки критиків
Опубліковані відгуки були неоднозначними. На SF Site Айві Рейснер визнала її «продуманою», зазначивши, що вона «набагато ближча за тональністю до оригіналу [Данте]», ніж книга 1976 року, і зауважила, що це «напружений політичний твір», у якому «не всі засудження сподобається всім читачам» (зокрема цитуючи хлопчика-підлітка, який був засуджений за содомію через те, що його зґвалтував священик). Publishers Weekly назвали «Втечу з пекла» «добре сконструйованою розповіддю» — хоча й такою, у якій «ландшафт і (…) сюжет надто знайомі». Джеймс Ніколл описав її як «непотрібне продовження», яке демонструє, «що продовження успішної книги може бути не дуже вдалим».